# Salento (comuna)
Salento é uma comuna italiana da região da Campânia, província de Salerno, com cerca de 2.017 habitantes. Estende-se por uma área de 23 km², tendo uma densidade populacional de 88 hab/km². Faz fronteira com Casal Velino, Castelnuovo Cilento, Gioi, Lustra, Omignano, Orria, Perito, Vallo della Lucania.

## Demografia
| Variação demográfica do município entre 1861 e 2011                               |
|                                                                                   |
| Fonte: Istituto Nazionale di Statistica (ISTAT) - Elaboração gráfica da Wikipedia |